# Fontanilla
La Fontanilla era la font pública de Palos de la Frontera (Huelva, Andalusia) on, segons afirma la tradició, s'abastiren d'aigua les naus Santa María, Pinta i Niña, quan, el 3 d'agost de 1492, van sortir des del port de Palos, capitanejades per Cristòfor Colom i els germans Pinzón, rumb a les Índies. Una de les singladures més transcendentals en la història de la humanitat, ja que van trobar la ruta oceànica cap al continent americà. Així doncs, la Fontanilla és el més humil, però també el més original i autèntic monument dels anomenats Lugares colombinos.

## Orígens i estil arquitectònic
Hi havia dos llocs per proveir d'aigua a Palos: la font de Villafrías, a la sortida de la ria, enfront de l'illa de Saltés, i la Fontanilla, fora del nucli urbà, però immediata al mateix pel costat est. Un estero del riu Tinto arribava gairebé a les seves plantes, havent construït allà un embarcador que era, per tant, el més proper i directe per accedir al poble.

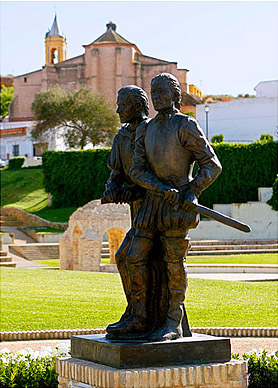
Monument als germans Pinzón, en l'entorn de La Fontanilla, a Palos de la Frontera.

Des de la Puerta de los Novios de l'església de San Jorge Mártir s'accedia a l'històric moll del qual va partir l'expedició descobridora d'Amèrica, al costat del qual es trobava la Fontanilla, que era la font pública de Palos, construïda sobre un antic brocal d'època romana i protegida per un templet o tetrapylum, construït amb maons en el segle xiii a l'estil mudèjar, amb planta quadrangular i volta semiesfèrica circumscrita a capitells piramidals. L'element de suport està constituït per quatre arcs de mig punt lleugerament rebaixats, recolzats en pilars angulars reforçats amb estreps.
El sortidor es trobava en el centre i als costats s'obrien canaletes per on corria l'aigua, recollint en el costat oriental en un llarg abeurador. Els últims estudis han demostrat que originàriament va estar sobre estucat i pintada a la mangra amb motius religiosos, circumstància que, juntament amb el fet de trobar-se en el camí d'entrada a la ciutat, permet pensar que, a més de font pública i lloc de repòs i refrigeri per al qual tornava al poble, fos per l'embarcador o pel camí, també va poder ser un humiliader o estació de penitència, un lloc de pregària i reflexió on trobar, a més de repòs per al cos, pau per a l'ànima. En aquest sentit, caldria estudiar les seves similituds amb altres humiliaders d'Andalusia, com ara la Cruz del Campo, tan lligada a l'origen de la Setmana Santa de Sevilla.
Actualment, la Fontanilla es troba restaurada amb un acabat de maó vist, la gàrgola de sortida al pilar és l'únic element de pedra, i es pot contemplar des de la via d'accés a la ciutat, venint de Moguer, o des del mirador que disposa el capdamunt del turó de la població, estant els seus voltants enjardinats.